# ویین
ویین (به انگلیسی: Wheein) با نام اصلی جونگ وی-این (به انگلیسی: Jung Whee-in)(زاده ۱۷ آوریل ۱۹۹۵) خواننده کره‌ای است و لید وکالیست گروه مامامو است. وی از دوران دبستان تا حال با هواسا دوست صمیمی بوده است. او اولین ترک سولو خود را در سال ۲۰۱۷ منتشر کرد.